# 列奥·施特劳斯
列奥·施特劳斯（英語：Leo Strauss，1899年9月20日—1973年10月18日）是一位德裔美国政治哲学家，专事古典哲学研究。他生涯中的大部分是芝加哥大学的政治科学教授，在那里他教授了几代投入的学生，也出版了十五本书。自他死后，他开始被认为是美国保守主义的一个思想渊源。

## 生平
1899年9月20日，列奧·施特劳斯出生于德国黑森的小镇基尔夏因的一個猶太家庭。1912年，入讀馬堡的一所文理中學接受德國人文主義教育。1917年，中學畢業後到馬堡大學、柏林洪堡大學等校學習。這個時代的他很欣賞赫爾曼·科恩，並且認同錫安主義。1921年，施特勞斯在恩斯特·卡西勒的指導下完成論文，取得汉堡大学的博士學位。畢業後，他到弗萊堡聽胡塞爾和海德格尔講課。之後他參與了弗朗茨·罗森茨威格主持的讀書會，1924年，他發表的對科恩和斯賓諾莎的研究獲得了正在主持柏林猶太研究學院的尤里烏斯·古特曼的欣賞。
1925年，受古特曼聘請，任職於柏林猶太研究學院。1931年，學院遭遇財政困難，無以為繼。1932年，施特勞斯在施米特和卡西勒的推薦下得到洛克菲勒基金會的贊助，前往巴黎從事中世紀猶太及伊斯蘭哲學研究。1933年，洛克斐勒基金會願意多贊助一年的經費，這年他在巴黎成婚。1934年初，施特勞斯移居倫敦從事霍布斯研究。1935年，他來到劍橋專心寫作並獲得劍橋大學一學年的資助。1937年，施特勞斯應哥倫比亞大學歷史系之邀，隻身前往紐約擔任訪問學人。1938年到1948年，施特劳斯是社会研究新学院的一名研究生教师。1949年，施特劳斯加入芝加哥大学成为政治学系教授，并于1959年任罗伯特·梅纳德·哈钦斯杰出服务教授。
施特勞斯夫婦並未生育兒女，但養有甥女。施特勞斯的妹妹貝緹娜（Bettina Strauss, 1901-1942）嫁給了猶太裔阿拉伯學家克勞斯（Paul Kraus, 1904-1944）。二人雙雙逝於開羅後，施特勞斯領養了他們的女兒燕妮，“視若己出”。據哈佛大學的李漢松（Hansong Li）、杜克大學的納瑪齊（Rasoul Namazi）、慕尼黑大學的邁耶（Thomas Meyer）等學者考證，施特勞斯與妹婿克勞斯是知交好友，也和芝加哥大學的伊拉克裔碩學馬赫迪（محسن مهدي）相交甚篤，這都解釋了施特勞斯對伊斯蘭的興趣和研究。
1967年底從芝大退休後，施特勞斯赴克莱蒙特男子学院（现克莱蒙特·麦肯纳学院）短暫任教。1969年，到圣约翰学院-安纳波利斯，担任斯科特·布坎南杰出驻校学者，直至1973年10月18日去世。

## 哲学
对于施特劳斯，政治学与哲学必然在其根源上互相纠结。他把苏格拉底的审判与死亡看作这样一个时刻，那时政治哲学，如施特劳斯所理解的，曙光初现。哲学家们相对自由地从事自然与政治研究，直到苏格拉底在雅典的生活与死亡。施特劳斯在《城市与人》中提及，亚里士多德描绘了在苏格拉底之前数代的第一位关心政治的哲学家成为城市计划者。然而苏格拉底在现代意义中不是一位政治哲学家，苏格拉底没有哲学地研究政治现象；而且，苏格拉底是第一位由城邦促使其政治地对待哲学的哲学家。这样施特劳斯认为哲学史上最重要的时刻之一就是苏格拉底与其学生的论辩，认为哲学家或科学家不能研究自然而不考虑他们自己的人性，这，根据亚里士多德的名言，即“政治的”。苏格拉底的审判是“政治的”哲学的首次行动，而柏拉图的对话是政治地对待哲学的最纯粹的形式，他们唯一全面的主题是苏格拉底，这位对施特劳斯与他的许多学生来说最卓越的哲学家的生活与死亡。
施特劳斯仔细区分了“学者”与“哲学家”，认为他自己属于前者。他写道，如今，多数自认为是哲学家的人其实是学者，谨慎而系统，而不是大胆的。他主张，伟大的思想家大胆而对缺陷机警，而学者受益于确定的范围。施特劳斯总结说，学者存在，因为伟大的思想家在基本点上不一致，而这些基本的意见不同使学者得以推究。
在《自然权利与历史》中，施特劳斯以对马克斯·韦伯认识论的批评开始，继之以与马丁·海德格尔相对主义的简短约会，跟着通过分析托马斯·霍布斯与约翰·洛克的思想，讨论自然权利的演进。通过批评让-雅克·卢梭与埃德蒙·伯克，他作出结论。在这本书的中心是古典政治哲学的摘录，如柏拉图、亚里士多德与西塞罗。

#### 嚮往哲學者
施特勞斯將自己定位為一個熟稔「歷史」並從事經注工作的「嚮往哲學者」，而非發明種種兄弟個人創見的「哲學家」。他教導弟子作學問要潛入文本的字裡行間，在面對歷史時要恰如古代思想理解自己那樣去理解它。
在施特勞斯看來，文本有所謂表面意義和深層意義的區別，正如一個覆蓋了一層銀箔的金蘋果一般：「表面」──表達創作心意的外在的語言或符號象徵──固然值得一看，但是對於那些目光能夠穿透銀箔的人來說，覆蓋在銀箔之下的「內部」──由「藝術家的深意」和「觀眾的反應」二者共同構成者──更是尤為可觀；表面之所以會掩蓋內部，並非是由於創作者的不誠實或表裏不一，而是由於「深度只有通過表面的具體性才能表現自己」，此乃事物的本性。
因此，施特勞斯重視研究古典文本的細微之處，不僅要求弟子留意古典文本的「表層意義，更要重視隱藏於字裡行間的深層意義；藉由解讀出作者各種隱喻或微言，吾人方能了解作者的「真意」。
施特勞斯認為，古代哲人自有一套其理解自身思想的立場；然而，由於哲學的存在經常會使得其所處環境陷入一種緊張關係，哲人們為了避免受到壓迫，往往會刻意隱瞞自己真正的想法；施特勞斯多次在課堂上提到，直到十八世紀，西方哲人在寫作時仍會顧及到著作所可能遭致的迫害。因此，要想真正搞懂一個哲學家的思想，就必須先了解她在可能遭受迫害的社會處境中如何隱藏自己的真實想法。在施特勞斯看來，這種「隱瞞」雖然不容易見諸於「史料」，但卻非無跡可尋；事實上，作者經常透過將線索隱藏於文本的字裡行間。
乍看之下，施特勞斯及其弟子所孜力不倦的似乎只是「翻譯文字」或「註釋經典」等考經之流的工作，然而施特勞斯所傳授弟子的治經功力絕非僅於點校勘誤、明物訓詁，而是挖掘原作者的絃外之音，辯識出隱藏於文本中的真意；更重要的是，要還原古代哲學家撰寫文本時其內在所探詢到的精神。
然而，施特勞斯固然重視「探究作者真意」，但與之類似的「讓歷史說話」的歷史主義立場，卻也正是施特勞斯所亟力批判的態度：施特勞斯認為，歷史主義看似只是一種「方法論」（methodology），或甚至只是一套研究「方法」（method），但事實上歷史主義其實就是一套哲學！而堅持歷史主義的結果，只會使得哲學沒有可能。因此，施特勞斯表面上以中世紀或古代的「政治思想史」作為其學術專業，但實際上施特勞斯卻帶領門人遨遊於閱讀古代經典之中，親身經驗關於「政治哲學」的領悟。
施特勞斯之所以批判歷史主義，正是因為他認為歷史主義其實是集現代性大成於一身者，而歷史主義最終將導致虛無主義或懷疑論。通過批判現代性，吾人可以將目光重新放回古典；通過研究古典，吾人便能神入古代哲人最深刻的問題意識，進而開啟吾人自身的哲學意識。在這個哲學意識中，吾人可以直接對永恆的問題進行探詢；同時，更必須思索哲學作為一種生活態度，吾人究竟應該如何與今日的現代社會共處。在思索如何共處時，或許哲學家會找到關於政治秩序的真理，進而將之落實於實際的政治生活當中。

#### 回歸古典
誠然，施特勞斯批判「現代性」，也強調要回歸古代經典，但施特勞斯所主張者，並不是一種尚停留於知識論層次而已的哲學方法。在思想上，施特勞斯的最終關懷不僅僅只在政治哲學，更是在政治神學；而其畢生的學術工作，最終其實是在回應其政治神學的思想。
一般而言，所謂的政治哲學，乃是一種通過「理性」而探索政治秩序的思想活動。與之相對，政治神學則是將通過「聖法」（divine law）或「神約」而發現政治秩序的思想活動；然而，對於施特勞斯而言，政治神學的本質，並不在於其是否真的將權威溯源至「神」，事實上任何根據既存藍圖或規範的指示而建立起的政治秩序，就是一種政治神學。
對於施特勞斯而言，沒有人可以同時集哲學家與神學家於一身，因此也不會存在一個超越或綜合哲學與神學衝突的第三者；面對這兩者的衝突，吾人應該擇一而從之。施特勞斯認為，宗教、道德、政治、科學都是一種生活態度，而這些都建立在「承諾」這個基礎之上；因此，「哲學」永遠不可能取代這種實踐信仰。
通過對實證主義、歷史主義與現代性的批判，施特勞斯揭示了一點：政治秩序的起源不僅是根據聖法而生，其在方法論上更是一種「啟示」，而非「福音」。通過批判現代性，吾人可以將目光重新放回古典；通過研究古典，吾人便能神入古代哲人最深刻的問題意識，進而開啟吾人自身的哲學意識。
在這個哲學意識中，吾人可以直接「永恆的問題」而進行探詢；同時，更必須思索「哲學」作為一種生活態度，吾人究竟應該如何與今日的「現代社會」共處。在思索如何共處時，或許哲學家會找到關於「政治秩序」的真理，進而將之落實於實際的政治生活當中。

#### 歷史主義在後設方法論上的混淆
施特勞斯在他的著作裡，舉了一個例子來批判歷史主義：今天在研究「公法學」或政治哲學的學者中，確實存在著一派觀點，主張：「現代自然法」，當可溯源於當初「實證羅馬法」（positive Roman law）傳統。對此，施特勞斯提出了一個設問：
有沒有可能，當時的羅馬法學家們，其實誤解了她們原來打算要繼受的古代『自然法原則」，而以為是後來她們所奠立的「實證法原則」？又或者，她們實際上並沒有真正讀懂，或者不小心讀漏古代的「自然法」，甚至只是望文生義地想像，或完全根據當時習慣便想當然爾地認為那就是所謂的「自然法」，並以此為根據地撰著了今人所看到的「羅馬法」？
在前例中，「現在自然法」、「實證羅馬法」與「古代自然法」三者之間的因果繼授關係，以及當年羅馬法學家對於「自然法」的理解是否有誤？這都是歷史學家（尤其是思想史學家）所希望能確定的；然而，即便這三者確實存在著單一的因果繼授關係，又或者歷史學家真能考據出當年羅馬法學家對「自然法」的理解並沒有錯誤，但難道這就保證這三者的理論都必然是正確的嗎？
在面對與前例類似的研究客體時，研究者勢必得心存兩重的問題意識：倘若研究者沒能掌握足夠的「史料」，又或者史料所蘊含的線索不足以探究「歷史人物」、「歷史事件」與「歷史過程」之間的互動關係（例如前例中關於「那些羅馬法學家」與「那些羅馬法學家當年在研究自然法時所面臨的歷史條件」之間的關係）時，則「現代自然法當可溯源於實證羅馬法傳統」這個「主張」之真偽，吾人究竟該憑何判斷？
到此為止，這尚是一個歷史學研究方法的問題，也就是：「研究者如何判斷史料？」、「如何判斷史料的證據力？」、或甚至是「『史料』是否可能提供足使研究者洞悉『歷史真相』的線索？」等問題。
但是，倘若研究者無法根據史料來判斷該「主張」的真偽，則該「主張」難道就完全無法為今人所檢驗或判斷了嗎？又或者，倘若歷史學家根據充足的史料，終於確定了：當時羅馬法學家果然是誤解「自然法原則」（也就是：羅馬法與自然法並沒有因果關係），則難道就因為該「主張」的各種歷史條件之間終於確立了因果關係，便得以完全推翻該「主張」的全部論點嗎？
施特勞斯所要強調的是第二重的問題意識：「歷史研究」並非如歷史主義原則所相信地那般：旨在確定歷史條件之間的關係之「真偽」；任何的「歷史研究」都不會只停留在第一重問題意識的階段而已，事實上，研究者總會去“詮釋”各種歷史條件之間的關係。在面對任何「學說」時，研究者並不會只停留在：確定該「學說」與其「歷史起源」之間的因果關係；研究者尚必須就該「學說」進行“哲學”的研究，判斷該「學說」自身是否真確。
倘若真有史料可以證明柏拉圖並非《理想國》的真正作者，但那也不等於證明《理想國》所蘊含的哲學全是鬼話連篇；同理，就算史料證明了《我的奮鬥》確實出自希特勒親手所著，但那也不能證明《我的奮鬥》所言者即為真理。
哲學或許未必有永恆的解答，但卻總有永恆的問題。哲學所探究的「根本問題」，並不會因為「發問者」而有所不同。歷史主義不追問「根本問題」為何，而只是不斷地關注「發問者為誰」等問題，甚至更宣稱：只有後者這種問題才有意義可言；顯然，歷史主義的研究態度混淆了「知識」與「產生知識的過程」，也就是「方法論」與「後設方法論」的混淆。

#### 歷史主義的錯批
固然施特勞斯承認歷史主義的影響力，也承認歷史在當代已建立起的學科地位，但這並不意味著施特勞斯便認為「歷史途徑」就是好的研究途徑。與之相反，施特勞斯認為歷史主義存在著幾個根本的錯誤。
首先，施特勞斯認為歷史主義並未區分「最好的政治」與「最適的政治」兩者，終而歷史主義將沒有能力辨別政治的好壞與適合與否。自古以來的哲學家，無論其思想是否屬於「無史哲學」，往往都能明確地區分關於「何為最好的政治秩序？」與「如何建立在某特定時空下的最適」。
關於解答「何為最好／正義的政治秩序？」之問題，這屬於政治哲學的領域；政治哲學之所以是哲學，因為它旨在探究政治事務的本質，而非討論某特定時空下的典章制度，或某些特定的政治行動（political action）。
事實上，政治哲學並非不談特定處境與背景的差異，從亞里士多德開始，許多政治哲學家都曾經努力研究不同民族、國家、文化、時代之間的差異；但政治哲學家之所以關注這些「差異」，並不是因為她們喜愛「差異」，或單純只是「為研究而研究」，其目的終究在於回答「何為最好／正義的政治秩序？」之類的問題。
歷史主義拒絕一切超越歷史的價值，於是否定了一切的「最好」；同時，因為歷史主義反對以不同時代的立場去研究歷史，因而根本無從判斷何謂「最適」。由於歷史主義拒絕區分最好的政治與最適的政治兩者，也由於歷史主義沒有辨別政治的好壞與適合與否的能力與可能性，終而使得歷史主義完全放棄對這兩者的討論。
對於歷史主義者而言，一切政治現象都只是一種作為歷史事實的存在。終而，歷史主義者便傾向將這兩者混為一談，只討論其做為歷史事實的意義；除此之外的問題，歷史主義不討論，也不認為應該要討論。
其次，歷史主義並未區分政治哲學與「政治行動」兩者，終而歷史主義會將兩者混為一談，誤以為對後者進行批判，便可以有效地打擊前者。
所謂「政治行動」者，乃泛指人在政治社會或政治生活中的各種活動。構成「政治行動」的元素有二：一是人的「存在」，二是人在政治生活中所進行的「活動」。然而，由於人的「活動」除了受到外部物理環境影響外，更會受到人內在的意識意志的影響；因此構成「行動」的元素其實可以看成有三個：人的「存在」、人的「物理活動」與人的「精神活動」。
確實，人的「存在」與時間密不可分，因此人的「存在」必然會受到“歷史條件決定”（historically conditioned）：石器時代的人不可能會使用鐵器，冷兵器時代的人也不可能會使用火藥。然而，通過語言、文字、圖像、文物、遺蹟等媒體，人的傾向、癖好、價值觀，乃致於思想、風骨等，均可以跨越時間與空間與她者進行溝通。
因此，對於「政治行動」而言，歷史條件或許確實會制約其發展，但對於「政治思想」或政治哲學而言，只要溝通的媒體存在，人就有可能以各種方式影響她人──無論她是否仍活著。
確實，人的物理活動或許會受到歷史條件所制約，但人的「精神活動」卻未必就如此。誠然，人的精神活動經常受到自我認同、民族意識、世界觀、道德情操等「觀念」影響，而這些觀念也或多或少會受到歷史條件所制約；然而，超越既存觀念的精神活動難道不存在嗎？事實上，歷史上最著名的戰略家、發明家、理論家、藝術家等，往往都是極富想像力與創造力之輩。既然人的「活動」有可能超越歷史的制約，則人在政治生活中的活動（即「政治行動」）為什麼不可能？

#### 善知識是改革的前提
施特勞斯認為：任何政治行動的內在均包含了某些「指向性」（directedness），這些指向性會將政治行動導向至某種「善知識」（knowledge of the good）、「良善生活」或「良善社會」。一個所謂的「良善社會」，它所實踐的其實就是充分的「政治善」；當歷史主義以為政治行動完全是受歷史條件而決定時，它完全漠視了政治行動所指向的各種善知識等標準，也完全忽略了政治行動終究懷著「使結果更好」的目的。
於是，任何的政治行動均包含了「守成」或「變革」兩種目標之一，因此任何的政治行動都必須思考關於「更好」或「更壞」的問題。然而，倘若世上根本不存在任何關於「善」的標準，吾人如何可能判斷「更好」或「更壞」？因而，任何的政治行動，其自身必然直接關係著某種「善知識」。
歷史條件或許會制約人的物理活動，也或許會影響部分人的精神活動，但是人可以通過閱讀與學習來認識到完全不屬於自己生命經驗的「善知識」，因此「善知識」往往形成於個人生命經驗範圍之外。通過知識的各種載體，「善知識」得以流通於不同「個人」的不同生命經驗，甚至流通於不同時空的社會。若歷史主義認為，人的「政治行動」全部都只受到各種歷史條件決定時，則歷史主義自然無從理解何以會有跨越時空限制的「善知識」與政治哲學存在。
歷史主義一方面鍾情於研究各民族、國家、文化、時代之間的「差異」，認為這是個體性的表現，而且正是不同「歷史過程」的歷史產物；但另一方面，歷史主義者認為不應該拿不同民族、國家、文化、時代的不同標準相互比較。既然任何典章制度都只可能是受到特定「歷史過程」所制約的產物，而不同「歷史過程」之間又不存在可以相互比較的評價系統；如此一來，任何一個民族、國家、文化、時代的特定政治秩序，都只可能是“唯一”且“最適合”的政治秩序。
歷史主義的這個結論不僅否定了政治哲學存在的意義，更直接否定了「政治改革」的正當性。對於歷史主義而言，任何形式的「改革」，都只應該存在於一種情形下：改革能量及改革藍圖都必須源於該民族、國家、文化、時代自身，而且不能參考或學習自其它民族、國家、文化、時代；如果「改革」發生在這種情形之外，則意味著「人類活動」並非（完全）受到「歷史過程」與歷史條件所制約，而且不同歷史個體之間居然存在著可供彼此相互參考的價值。
在這種條件下，若是「歷史過程」恰好適合改革，則「改革」就會發生；反之，如果「改革」沒有發生，則必然是該「歷史過程」並不適合發動「改革」。於是，任何關於「改革」的主張，都只是昧於「歷史過程」與歷史條件的妄想罷了；而發動「改革」者，如果不是別有居心的野心家，就必定是天馬行空的空想家。

#### 真理最後勝出？
除此之外，施特勞斯也批評另一個經常存在於歷史主義見解的說法。有些歷史主義者宣稱：在時間的軸線上，歷史主義事實上是遠較那些「無史哲學」出現得要晚，因此歷史自身便證明了歷史主義對於其它哲學具有較高的批判能力。
然而，這種說法若要能成立，它首先必須先確立兩個假設：其一，真理最終會勝出；其二，歷史乃是一種線性的進步過程。這兩個前提若沒能先確立，則該說法也無從成立起。不過，無論真理最終是否會勝出，至少人類的歷史到今天尚未結束，而「如何才算歷史的終結？」只怕也不是個容易有共識的問題。若單就參考過往至今的歷史，便斷言「歷史已然終結」或「真理果然勝出」，則是罔顧往後的所有歷史及後世人的全部經驗；而這正恰恰相悖於歷史主義的基本精神。
此外，線性的進步時間觀，其自身也不可能由一個尚未完結的歷史來證成；因此這個前提也是相悖於歷史主義的基本精神。歷史主義拒斥一切「無史哲學」，倘若歷史主義的理論自身居然還得靠「無史哲學」來證成，這豈不是一個笑話嗎？
照施特勞斯的看法：基於以上種種錯誤，歷史主義批哲學批了一百年，充其量只是在打擊稻草人罷了。無論自古以來的政治哲學究竟出現了多少缺罅與瑕疵，這些都不足以作為證成歷史主義的理由；而吾人也不能就想當然爾地認定：「無史哲學途徑」已完全為「歷史途徑」所取代。
歷史主義者或會反問：儘管古代的政治哲學家希望能一次性地回答「何為最完美的政治秩序？」的問題，但最後的結果如何？其必然是：每個哲學家都認為自己所提出的解答才是真理。
於是，歷史上出現過多少位政治哲學家，就有多少種關於「最完美的政治秩序」的答案。因而諸種「無史哲學」之間的彼此不相容，恰恰反駁了每一種「無史哲學」的立場。這種真理與價值的多元分立狀態，有些歷史主義者稱之為「多種思想體系間的無秩序」（the anarchy of systems），斥為是一種「不光彩的多元」（the disgraceful variety）。
面對這種質疑，施特勞斯亦有所回應：表面上，這種論點彷彿證偽或否證了真理的存在，或至少否定了哲學的意義；但實際上，這種論點恰恰突顯出哲學之於今人的重要性。
正如歷史主義者所言：諸種「無史哲學」之間或許確實彼此不相容；但這並不意味著這些「無史哲學」就通通都非真，最多只說明了：這些哲學彼此有所矛盾。除非通過「證偽」（falsification）的程序，否則個別的事實並不足以推翻整個全稱命題。
個別「無史哲學」之間的矛盾，並不足以證成「哲學無用」這個論點。對於施特勞斯而言，這些「矛盾」的存在，恰恰提醒了吾人一點：這些「無史哲學」所試圖觸碰的那關於「政治的根本原則」的「問題」，其自身的存在乃是確實無誤的。
當吾人在研究政治思想史時，吾人會發現：當某些政治哲學家區隔了「國家」與「社會」的時，自也有其它的政治哲學家或明或暗地駁斥了該「區隔」。這樣一個「發現」，迫使吾人心生了一個問題：是否真存在有某些可作出「區隔」的適當標準？即便真有，吾人又該如何依循？這種問題絕對是“哲學”的，而非“歷史”的；因此絕非歷史主義認為那般：一切有意義的「問題」都是“歷史”的。
因此，縱然假設政治思想史的「不光彩的多元」確認了：古代一切的政治哲學家以及她們所提出的各種「無史哲學」均為非真；但這並不代表：她們所探究的「問題」是沒有意義的或是不重要的。
縱然歷史能證明：過去的一切政治哲學都是錯誤的，但歷史也不能證明：承繼歷史的吾人，在此時此刻所思考的政治哲學也是錯誤的。易言之，這是一個錯把「過去完成式」當作「現在完成式」的謬誤。
對於施特勞斯而言，若由「哲學史」所推出的「多種思想體系間的無秩序」此一結論果能證明些什麼，它也只證明了：歷史主義者對於「真正重要的主題」的「無知」，以及對於「吾人不接受歷史主義」的「恐懼」。

## 評價
意大利歷史學家卡洛·金茲堡（Carlo Ginzburg）認為有必要區分“施特勞斯的闡釋學理論和他自己的實踐”和“施特勞斯和他的學生”。他認為：“毋庸置疑，《迫害與寫作藝術》提出了一個有風險的論點”，但這無傷大雅，關鍵是要避免對施特勞斯方法的濫用，因此必須在文本中謹慎地尋找證據。

## 著作
- 1930，李永晶. . 华夏出版社. 2013. ISBN 9787508072814.
- 1932，《對施米特〈政治的概念〉之評論》
- 1933/4，杨丽 等译 / 黄瑞成 校. . 华夏出版社. 2012. ISBN 9787508071053.
- 1935，黄瑞成. . 华夏出版社. 2012. ISBN 9787508067889.
- 1939，《斯巴達的精神或色諾芬的品味》
- 1948，彭磊. . 华夏出版社. 2016-10. ISBN 9787508089119.
- 1952，刘锋. . 华夏出版社. 2012. ISBN 9787508066370.
- 1953，彭刚. . 生活·读书·新知三联书店. 2003. ISBN 9787108057280.
- 1958，申彤. . 译林出版社. 2016-2. ISBN 9787544760799.
- 1959，李世祥. . 华夏出版社. 2011-10. ISBN 9787508065571.
- 1964，《城邦与人》
- 1968，《古今自由主义》
- 1985，张缨 等. . 华夏出版社. 2012. ISBN 9787508067858.
- 1987，李洪润 等. . 法律出版社. 1983. ISBN 9787503699009.
- 1989，郭振华 / 叶然. . 华夏出版社. 2011-1. ISBN 9787508060682.